# Karel XIII.
Karel XIII. (švédsky: Karl XIII; 7. října 1748, Stockholm – 5. února 1818, Stockholm), byl králem Švédska od roku 1809 a králem Norska (pod jménem Karel II.) od roku 1814 až do své smrti v roce 1818. Byl druhým synem krále Adolfa Fridricha a Luisy Ulriky Pruské, sestry Fridricha Velikého.

## Život a politika
V roce 1772 spolupracoval na revolučních plánech se svým starším bratrem, králem Gustavem III. Švédským. Po propuknutí rusko-švédské války v roce 1788 sloužil jako velkoadmirál, např. v bitvě u Hoglandu (7. června 1788) a Olandu (26. července 1789).
V zimě na přelomu let 1808–1809 opoziční skupiny začaly vypracovávat plán na svržení Gustava IV. Adolfa a likvidaci absolutistické formy vlády. Na spiknutí se účastnili vysocí důstojníci a úředníci. V jejich čele stál generál-adjutant Karl Johan Adlerkreuz, podplukovník Georg Adlersparre a úředník soudního dvora Hans Erta.
Gustav IV. Adolf chtěl udržet korunu pro syna, proto se 29. března vzdal trůnu, 10. května však Riksdag vyhlásil, že práva usednout na švédský trůn pozbývá nejen on, ale i všichni jeho potomci. Byl mu ponechán jeho osobní majetek a stanovena doživotní renta. Na trůn nastoupil jeho strýc – bratr jeho otce Karel XIII. (22. března 1809).
Místo Karla však fakticky vládl napoleonský maršál Jean-Baptiste Bernadotte, který se po Karlově smrti stal švédským králem (Karel XIV.), založiv tak dodnes panující dynastii Bernadotte. Karel byl předčasně zestárlý a Jean-Baptiste Bernadotte převzal fakticky vládu, jakmile Karel XIII. přistál ve Švédsku, v roce 1810. Po spojení států Švédska a Norska v roce 1814 se stal Karel králem Norska pod názvem Karel II. Norský. Po osmi letech, kdy byl jen formálním králem, zemřel 5. února 1818 bez přímého následníka, bez dědice trůnu.

## Manželství a potomci
Se svou sestřenicí Hedvikou z rodu Holstein-Gottorp (1759–1818) byl ženat od 7. června 1774. Manželství bylo uzavřeno bez nadšení na obou stranách a oba manželé v něm byli nešťastní. Karel nenáležel k nejvěrnějším manželům – vedle dalších krátkých avantýr jeho poměr s hraběnkou Augustou Löwenhjelm trval řadu let a narodil se z něj syn Carl Axel Löwenhielm (1772–1861). Ani Hedvika se neodříkala mimomanželských potěšení – hovořilo se o jejím románku s hrabětem Axelem von Fersenem, který byl pravděpodobně i milencem francouzské královny Marie Antoinetty.
Obě děti Karla a Hedviky zemřely záhy po narození (dcera Lovisa Hedvig se narodila/zemřela 2. července 1797, syn Karl Adolf 3. července/10. července 1798).